# تركي العنزي
تركي محمد عبيد العنزي لاعب كرة قدم سعودي، يلعب في الوسط في نادي النجم الأزرق.

## مسيرة اللاعب
احترف في الفئات السنية في نادي ميلوول الإنجليزي و لعب في عام 2019-2020 في نادي عجمان الإماراتي تحت 21 سنة كلاعب مقيم و وقع مع نادي القيصومة في عام 2020  و وقع مع نادي النهضة مطلع عام 2022. ووقع مع نادي النجم الأزرق في عام 2024.